# آنتونیو ری

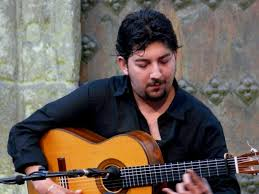

آنتونیو ری ناواس
آنتونیو ری ناواس (زادهٔ ۹ مارس ۱۹۸۱ در مادرید، اسپانیا) گیتاریست و آهنگساز سبک فلامنکو است. او فعالیت هنری خود را از سنین کودکی آغاز کرد و در نوجوانی همراه با پدرش، تونی ری، در اجراهای فلامنکو در مکزیک شرکت داشت.
در سن ۱۵ سالگی، اولین تور خود را همراه با یوکو کوماتسوبارا، رقصندهٔ ژاپنی، در کشور ژاپن برگزار کرد. همچنین در ۱۸ سالگی به گروه آنتونیو کانالس پیوست و موسیقی نمایش «Gallo de pelea» را برای بالهٔ ملی اسپانیا آهنگسازی کرد.
آنتونیو ری با هنرمندان برجسته‌ای همچون پاکو د لوسیا، ویسنته آمیگو، میگل پوودا، استرلا مورنت و فاروکیتو همکاری داشته است. او تا کنون آلبوم‌هایی از جمله «A través de ti» (۲۰۰۷)، «Colores del Fuego» (۲۰۱۱)، «Camino al Alma» (۲۰۱۳)، «Dos Partes de Mí» (۲۰۱۷)، «Flamenco sin fronteras» (۲۰۲۰) و «Historias de un flamenco» (۲۰۲۴) منتشر کرده است. آلبوم‌های اخیر او برندهٔ جایزهٔ گرمی لاتین در بخش بهترین آلبوم فلامنکو شده‌اند.
علاوه بر فعالیت‌های اجرایی، آنتونیو ری در زمینهٔ آموزش نیز فعال است و مسترکلاس‌ هایی در شهرهای مختلف جهان از جمله نیویورک، مادرید، تهران و توکیو برگزار کرده است. این کلاس‌ها با هدف آموزش تکنیک‌های نوازندگی، بداهه‌نوازی، آهنگسازی و معرفی ساختارهای ریتمیک فلامنکو به نوازندگان در سطوح مختلف برگزار می‌شوند.